# Graham Hancock
Graham Hancock (født 2. august 1950) er en britisk forfatter, journalist og arbejder indenfor alternativ arkæologi (altså arbejder han ikke videnskabeligt) og dokumentation af forhistoriske sammenhænge. Han bliver af de fleste kaldt "pseudoarkæolog", Graham Hancock har dog aldrig selv har betegnet sig som arkæolog, hvilket han bl.a. uddyber i et interview.

## Biografi
Graham Hancock er universitetsuddannet fra Durham University, hvor han i 1973 dimitterede med en æresgrad i sociologi. Han arbejde op gennem slutningen af 1970'erne som journalist hos flere førende dagblade, og senest som Afrika-korrespondent for The Economist.

## Forfatterskab
Graham Hancock har i sit forfatterskab fremført hypoteser om, at der i forhistorisk tid, flere tusinde år før højkulturerne i Egypten, Mesopotamien, Indien, Syd- og Mellemamerika fandtes en nu forsvunden højkutur, et civilisation på et udviklingsniveau der langt overgår, hvad man konventionelt tilskriver denne tidsperiode. Denne 'glemte' civilisation var ifølge Hancock en forløber for de senere kendte højkulturer (i klassisk tid).
Hancock har fremsat forskellige teorier om i hvilken verdensdel denne (forsvundne) kultur kan have haft sin base, og har peget på bl.a. Antarktis, Sydamerika eller et sunket kontinent i Atlanterhavet (som først beskrevet af Platon, kaldet Atlantis). Højkulturerne i Mesopotamien og Egypten er i følge Hancock blot "blege efterfølgere" til denne urgamle og forsvundne civilisation.
Graham Hancocks centrale tese er, at de kendte, klassiske højkulturer ikke blot 'opstod', mere eller mindre ud af det blå, som man mener, for 4-5.000 år siden, men derimod bragte en højt avanceret kulturarv videre, som man lærte af nogle få overlevende fra den tilintetgjorte ur- eller proto-kultur. Den måde som de klassiske kulturer man kender rundt omkring i Verden, fra tiden omkr. 2500 BCE, pludselig springer ind på verdensscenen, fuldt udviklede med skriftsprog, megalitisk arkitektur, landbrug, organiseret militær- og civilsamfund etc., bærer stærkt vidnesbyrd om, at man ikke selv udviklede disse kulturelle evner, men fik dem overdraget; lærte dem af nogen. Disse 'nogen' må have befundet sig på et meget højt teknologisk såvel som bevidsthedsmæssigt niveau, for at kunne præstere f.eks. præcisionsbyggeri med stenblokke på snesevis af tons og fine kunstværker, udført i nogle af Verdens hårdeste stenarter.
Graham Hancock fremviser eksempler på, at forarbejdede stenblokke på over 1000 tons eksisterer (i f.eks. Baalbek, Libanon). Det er en ingeniørmæssig præstation, vi ville have endog særdeles svært ved, at dublere i dag. Læg hertil de logistiske udfordringer der må være forbundet med, at organisere en byggeplads og tilvejebringe byggematerialer, hvor millioner af tonstunge stenblokke, i præcist udformede strukturer, bringes op og placeres ultranøjagtigt i bygningsværker på over 100 meters højde.
En logisk forklaring på, at man anvendte disse, for os at se, helt utrolige og teknologisk set 'umulige' byggemetoder (med forarbejdning af ENORME stenblokke), kunne være, at det har været nemt og derfor rationelt, med datidens teknologi. I så fald må vi erkende, at det er en teknologi der er gået tabt, for det er afgjort ikke nemt i vores tidsalder, med vores maskinelle teknologi, at håndtere den slags emner.

### Den esoteriske dimension
Graham Hancock har, til støtte for sin forskning, og af helt personlige årsager, søgt indsigt i esoteriske sammenhænge, via omfattende rejser indadtil, i den menneskelige bevidstheds sjæleland, hjulpet på vej af bevidsthedsudvidende og psykedeliske stoffer, herunder ayahuasca og DMT. Disse sjælerejser dokumenteres bl.a. i bogen Supernatural fra 2006.

### Seneste udvikling (efter 2014)
Den centrale datering af den postulerede ur-civilisations endeligt, tager udgangspunkt i tiden omkr. den seneste istids afslutning, særligt tidsrummet mellem 12.800 og 11.600 år siden. Denne tidsperiode er også kendt som Yngre Dryas, hvor de globale temperaturer sank pludseligt og dramatisk. En konsekvens heraf, menes at være, at op imod 50 % af bl.a. Nordamerikas faunabestand uddøde, her under hele den såkaldte megafauna, bestående af bl.a. mamutter, kæmpebjørne, løver, kæmpehjorte, kæmpebævere og kæmpedovendyr. Tilsvarende masseudslettelse var ikke set siden dinosaurnes endeligt, for ca. 65 millioner år siden.
De seneste opdagelser, gjort siden ca. 2013, peger på, at det var et enormt, altødelæggende kometnedslag, i den nordamerikanske iskalot, for omkr. 12.800 år siden, som forårsagede dette pludselige og abrupte fald i den globale temperatur (til et niveau svarende til istidens koldeste), som betegnede den tidsperiode man kalder Yngre Dryas. Hertil kommer, at denne globale katastrofe menes, over en kort tidsperiode, at have frigivet millioner af kubikkilometer ferskvand (tidligere bundet i polarisen) i verdenshavene, med det det umiddelbare resultat, at vandstanden steg abrupt, med syndflodsagtige proportioner. Det er bl.a. denne globale havstigning (i omegnen af 120-150 meter) som menes at have udslettet øriget Atlantis (hvor det så end har ligget), foruden alle kystnære egne og byer i hele den eksisterende Verden. Læg hertil en 'atomvinter' på 1000 år (som følge af de enorme mængder røg og støv i atmosfæren), og forståelsen indfinder sig for, at en tidligere højkultur sagtens kan være gået til grunde, uden at efterlade sig nævneværdige spor.
Det Graham Hancock bl.a. påpeger er, at vores egen, nuværende højkultur, ville lide samme skæbne, hvis vi i morgen blev ramt af en lignende katastrofe. Om 10.000 år, ville der intet spor være tilbage af os. Kun sagn og legender, bevaret af nogle få, overlevende 'regnskovsindianere', som havde hørt om fantastiske maskiner, der kunne flyve over havet og bevæge sig uden årer, havde kasser fyldt glaskrystaller med billeder af mennesker der bevægede sig, formidable våben der kunne kaste ildspyd med tordenkraft og et globalt bibliotek i himmelskyen, som vist kaldtes WikaPetra. Prosaisk sprog ja, men det er ikke desto mindre overleveringer af en sådan natur, som Graham Hancock påpeger, at bl.a. de egyptiske og sydamerikanske myter og religiøse skrifter portrætterer, i sine vedholdende legender om den moderkultur, som bragte civilisationen til dem, efter den store katastrofe.
Med disse seneste, videnskabeligt solide opdagelser, fremlagt i bl.a. tidsskriftet PNAS, må en stor del af den kritik der har været rejst af Graham Hancocks forskning forstumme, da det netop har været belysningen af de dramatiske hændelser i dette tidsrum, som har været et vigtigt omdrejningspunkt i Hancocks forfatterskab, siden udgivelsen af Fingerprints of the Gods i 1995.
I 2015 udgav Graham Hancock en opfølger til Fingerprints, benævnt Magicians of the Gods, hvor den seneste forskning på området belyses, og teorien om den føromtalte ur-civilisations endeligt som følge af en global katastrofe søges bestyrket, via gennemgang af den allernyeste (akademiske) forskning, med bidrag fra væsentlige autoriteter på de berørte områder, her under geologiske og arkæologiske undersøgelser af bl.a. Göbekli Tepe i Tyrkiet og Gunung Padang i Indonesien.

## Interviews
- Godt interview fra omkr. 2011, hvor GH fortæller om sin baggrund, sit forfatterskab og sine holdninger til mangt og meget: Graham Hancock I had a series of Encounters that changed me

## Udvalgt bibliografi
- Hancock, Graham (1992). The Sign and the Seal: The Quest for the Lost Ark of the Covenant. New York: Crown. ISBN 0-517-57813-1.
- Hancock, Graham (1995). Fingerprints of the Gods: The Evidence of Earth's Lost Civilization. New York: Crown Publishers. ISBN 0-517-59348-3.
- Hancock, Graham; Robert Bauval (1996). The Message of the Sphinx: A Quest for the Hidden Legacy of Mankind. New York: Crown Publishers. ISBN 0-517-70503-6.
- Hancock, Graham (2006). Supernatural. Disinformation Books. ISBN 978-1-932857-84-9.
- Hancock, Graham (2010). Entangled: The Eater of Souls. New York: The Disinformation Company. ISBN 978-1-934708-56-9.
- Hancock, Graham (2013). War God: Nights of the Witch. Coronet. ISBN 978-1-444734-37-9.
- Hancock, Graham (2015). Magicians of the Gods. Coronet. ISBN 978-1-444779-67-7.
- Adam, Jean-Pierre (1977), "À propos du trilithon de Baalbek: Le transport et la mise en oeuvre des mégalithes", Syria (fransk), 54 (1/2): 31-63, doi:10.3406/syria.1977.6623